# Sina Doering
Sina Doering, känd som Sina, född 6 maj 1999 i Marburg, Hessen, Tyskland, är en tysk trummis. Hon är dotter till den tyske musikern Mike Wilbury (artistnamn för Michael Doering). Sina började spela trummor som tioåring. Hösten 2013 startade hon YouTube-kanalen sina-drums. På kanalen gör hon dels trum-covers, covers, samarbeten med andra artister, egen musik och barnvisor i rocktappning.
Sinas far Mike Wilbury har sedan 1999 spelat i tribut-bandet The Silver Beatles och med Beatles-shower som She Loves You, Beatlemania, Come Together och Yesterday. Sedan 2006 arbetar han som musikproducent och studiomusiker i sin egen studio i en mindre tätort några mil från Düsseldorf. Wilbury driver Your Sound Tube, som är en litet nätverk för musikproducenter. Nätverkets kärna består av Sina, Mike Wilbury och den engelske keyboardisten Rick Benbow.
Sinas mest framgångsrika video är trum-covern på Dire Straits-låten "Sultans of Swing" från 1978, uppladdad 2016-10-28 och med hela 68,1 miljoner visningar (kontrollerat 2024-01-28). Andra framgångsrika videos är trum-covern på Deep Purples "Smoke on the Water" från 1972, uppladdad 2016-08-26 och visad 36,9 miljoner gånger (kontrollerat 2024-01-28) och covern på The Surfaris hit "Wipe Out" från 1963, uppladdad 2016-07-29 och visad 28,5 miljoner gånger (kontrollerat 2024-01-28). Hennes trum-cover på Deep Purple-låten "Burn" från 1974, uppladdades 2018-06-15 och har visats 8,8 miljoner gånger (kontrollerat 2024-01-28). Deep Purples trummis Ian Paice sammanfattade Sinas video som "brilliant" i en video publicerad 2020-06-10 på Youtube-kanalen Ian Paice Drumtribe.
Sedan 2015 spelar Sina på trumset från Kirchhoff Schlagwerk, en tysk trumtillverkare med huvudkontor i Krefeld i Nordrhein-Westfalen. Hon spelar Kirchhoff Arctic (grå) sedan 2015, Kirchhoff Arctic (genomskinliga röd-orange-gula) sedan 2017 och Kirchhoff Black Oyster (svartvita) sedan 2018.
2017 började hon spela med hårdrockbandet The Gäs från Köln. De övriga medlemmarna var Pedro Cardoso (sång), Jakob Timmermann (gitarr), Michael Krol (gitarr, bas) och Mike Schneider (bas, gitarr). The Gäs gav ut albumet Savage 2018. Sina lämnade bandet i mars 2021 och ersattes av Hanno Kerstan.
Sedan hösten 2020 studerar hon musik vid ArtEZ University of Arts i Arnhem i Nederländerna. Sedan hösten 2022 har hon sin inspelningsstudio på en båt.
På denna båt har Sina samlat ihop andra studenter från ArtEZ och andra håll för att genomföra en del helt fantastiska storbandsinspelningar med både blås och stråkar utöver normal rock/pop-uppsättning. Finns en spellista på hennes YouTube-kanal med just "Boat sessions". 
Examen ArtEZ: I Juni 2024 tog Sina examen från ArtEZ (bachelor of Music eller nåpt liknande). Därmed lämnar Sina Nederländerna o studion på båten för gott, för nya musikstudier i London. 

## Diskografi
- Chi Might (2016)
- Chi Might II (2018)
- Chi Might III (2020)
- YourSongBook
- YourSongBook II
- Savage (2018) (med The Gäs)